# 約埋班Friend遊香港
《約埋班Friend遊香港》（英語：Travel Buddies- Happy Hong Kong）是由香港電視廣播有限公司製作的旅遊節目，於2023年10月播出。麥長青、江美儀、滕麗名和陳浚霆等人加盟。

## 外部連結
- 約埋班Friend遊香港- 主頁 - tvb.com （页面存档备份，存于）